# Erica perlata
Erica perlata är en ljungväxtart som beskrevs av Sinclair. Erica perlata ingår i släktet klockljungssläktet, och familjen ljungväxter. Inga underarter finns listade i Catalogue of Life.